# Фабрициус, Георг
Георг Фабрициус (нем. Georg Fabricius, настоящая фамилия Гольдшмидт, 23 апреля 1516, Кемниц — 15 июля 1571, Мейсен) — немецкий историк, филолог и поэт.
Образование получил в лейпцигской школе Святого Фомы. В качестве домашнего учителя ездил в Италию, был ректором школы в городе Мейсене. В 1570 году был увенчан императором Максимилианом II, как поэт. В его школе получили образование многие поэты второй половины XVI столетия. Ему принадлежат разные труды исторического, поэтического и лингвистического содержания. Он издал много классических писателей латинских и греческих, с обстоятельными комментариями, и некоторые из этих изданий ценятся ещё и теперь.
Велеславин издал «Elegantiarum Terentii et Plauti a G. Fabricio collectarum interpretatio bohemica» (Прага, 1589; латинская фразеология с чешским переводом), «Eleg. pueril, ex M. T. Ciceronis epistolis libri tres collecti a G. Fabricio etc. expositione bohemica illustrati» (1581 и 1859).
Собственные сочинения Фабрициуса: поэма «Poëmatum sacrorum libri XV» (1560), «Itinerum liber unus» (1551; описание путешествия в Рим), его продолжение «Roma» (1551 и чаще), «Antiquitatum libri II» (1549 и 1560). Истории Саксонии и Германии он касается в своих сочинениях «Res Misnicae» (Лпц., 1569) и «Res Germaniae et Saxoniae memorabiles» (там же, 1609), изданных его сыном Яковом Фабрициусом, равно как и дополненная им же «Saxonia illustrata» (1607).
Ср. Schreber, «Vita Georgii Fabricii» (Лпц., 1717); Baumgarten-Crusius, «De Georgii Fabricii vita et scriptis» (Мейсен, 1839); Flathe, «Geschichte der Königlich. sächs. Fürstenschule zu Meissen» (Лпц., 1879).